# Аппер-Юклен Тауншип (округ Честер, Пенсільванія)
Аппер-Юклен Тауншип (англ. Upper Uwchlan Township) — селище (англ. township) в США, в окрузі Честер штату Пенсільванія. Населення — 12 275 осіб (2020).

## Демографія
Згідно з переписом 2010 року, у селищі мешкало 11 227 осіб у 3569 домогосподарствах у складі 3104 родин. Було 3673 помешкання
Расовий склад населення:
| - 82,7 % — білих - 14,1 % — азіатів - 1,4 % — чорних або афроамериканців |

До двох чи більше рас належало 1,3 %. Частка іспаномовних становила 2,4 % від усіх жителів.
За віковим діапазоном населення розподілялося таким чином: 33,7 % — особи молодші 18 років, 60,9 % — особи у віці 18—64 років, 5,4 % — особи у віці 65 років та старші. Медіана віку мешканця становила 36,3 року. На 100 осіб жіночої статі у селищі припадало 100,3 чоловіків;  на 100 жінок у віці від 18 років та старших — 97,7 чоловіків також старших 18 років.
Середній дохід на одне домашнє господарство  становив 163 140 доларів США (медіана — 150 269), а середній дохід на одну сім'ю — 172 958 доларів (медіана — 160 708). Медіана доходів становила 117 885 доларів для чоловіків та 78 824 долари для жінок. За межею бідності перебувало 1,2 % осіб, у тому числі 0,3 % дітей у віці до 18 років та 3,5 % осіб у віці 65 років та старших.
Цивільне працевлаштоване населення становило 5876 осіб. Основні галузі зайнятості: освіта, охорона здоров'я та соціальна допомога — 20,0 %, науковці, спеціалісти, менеджери — 18,1 %, фінанси, страхування та нерухомість — 16,6 %.